# U 213
U 213 war ein U-Boot, das von der deutschen Kriegsmarine während des Zweiten Weltkrieges im U-Boot-Krieg eingesetzt wurde. Im Mai 1942 setzte U 213 einen Agenten an der amerikanischen Ostküste ab.

## Technische Daten
Bereits vor dem Krieg war die Kieler Germaniawerft, zunächst unter Geheimhaltung, mit dem Bau von U-Booten beauftragt. Neben U-Booten für die Kriegsmarine fertigte die Werft auch Boote zum Export in die Türkei und nach Jugoslawien. Nach der Einstellung des Baus von Großkampfschiffen zu Kriegsbeginn wurde die Germaniawerft überwiegend mit dem Bau von VII C-Booten, sogenannten „Atlantikbooten“, beauftragt. Zusätzlich wurden aber auch Sonderentwicklungen wie zum Beispiel der Typ VII D gefertigt. Die Kieler Germaniawerft lieferte insgesamt sechs Boote dieses Typs an die Kriegsmarine. Diese Boote sollten als Minenleger eingesetzt werden. Sie basierten auf einem Grundmodell des Typ VII C, hatten aber hinter der Zentrale einen zusätzlichen Raum zur Lagerung von Minen sowie entsprechende Abwurfvorrichtungen. Ein VII D Boot war dadurch mit 76,9 m fast 10 m länger als das Vorgängermodell und verfügte aufgrund größerer bzw. zusätzlicher Treibstofftanks über einen um 2900 km größeren Aktionsradius. Ein VII D Boot  verdrängte 965 m³ Wasser (getaucht 1080 m³) und erreichte eine Höchstgeschwindigkeit von 16 kn. Die beiden Elektromotoren ermöglichten unter Wasser eine Geschwindigkeit von 7,3 kn. Obwohl U 213 nicht der 7. U-Flottille angehörte, führte das Boot deren Flottillenzeichen, den „Stier von Scapa Flow“, am Turm.

## Kommandant
Amelung von Varendorff wurde am 20. Dezember 1913 in Kiel geboren und trat 1935 in die Kriegsmarine ein. Als Zweiter Wachoffizier gehörte er unter dem Kommando von Günther Prien auf dessen Unternehmung gegen den britischen Kriegshafen von Scapa Flow, zur Besatzung von U 47. Bis Januar 1941 diente er als Erster Wachoffizier auf diesem Boot. Im August 1941 übernahm Oberleutnant zur See von Varendorff das Kommando auf U 213.

## Einsatz und Geschichte

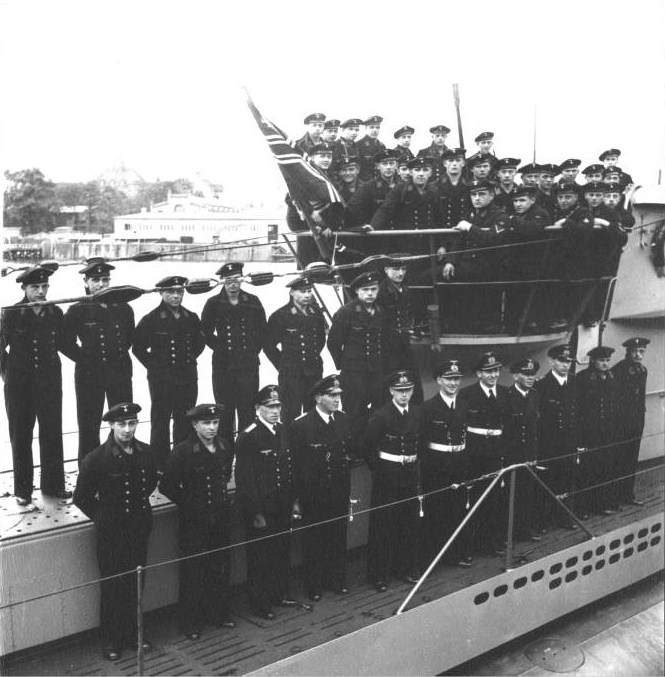
Besatzung des U 213 (1941)

Die Boote des Typ VII D waren als Minenleger konzipiert. Hinter der Zentrale des Bootes befand sich ein Minenraum, der über fünf Schächte verfügte, durch die Minen mit einer 350 kg schweren Sprengladung ausgestoßen werden konnten. U 213 wurde auf keiner seiner vier Unternehmungen als Minenboot eingesetzt.

### U-Bootgruppe Westwall
Ende Januar lief U 213 von Kiel aus und erreichte Anfang Februar, nach einem kurzen Zwischenhalt auf Helgoland das vorgesehene Operationsgebiet im Nordatlantik. Das Boot war der U-Bootgruppe Westwall zugeteilt, die in der zweiten Februarwoche einen Geleitzug attackierte, der von U 586 entdeckt worden war. Kommandant von Varendorff erzielte bei diesem Angriff, der durch Dönitz abgebrochen wurde, keine Erfolge. Ein Angriff auf den Geleitzug HX 175, etwa eine Woche später, blieb ebenfalls erfolglos, da das Boot durch Luftstreitkräfte abgedrängt wurde. Am 20. März lief U 213 in den Stützpunkt der 1. U-Flottille, Brest, ein.

### Unternehmen Gretl
Die zweite Unternehmung des Bootes begann am 25. April 1942. U 213 nahm in Lorient einen Agenten an Bord. Kommandant von Varendorff hatte den Auftrag, den Mann nach Kanada zu bringen, wo dieser Informationen über die alliierten Geleitzüge in Erfahrung bringen sollte. Dieser Plan wurde „Unternehmen Gretl'“ genannt, nach dem Namen der Frau des Agenten Martin Langbein, dessen kanadische Papiere ihn als „Alfred Haskins“ auswiesen. Obwohl es sich um einen Agenten der Abwehr handelte, wurde die Besatzung von U 213 im Glauben gelassen, Langbein wäre ein PK-Mann. Die Überfahrt verlief ereignislos bis auf einen kleinen Zwischenfall. Vor der portugiesischen Küste traf U 213 auf einen Geleitzug, musste den Angriff aber abbrechen, da das Boot von einem britischen Zerstörer aufgespürt und mit Wasserbomben attackiert wurde. Am 12. Mai erreichte U 213 die nordamerikanische Küste und Agent Langbein wurde zwei Tage später mit einem Schlauchboot in der Nähe von New Brunswick an Land gebracht. Von hier aus schlug er sich bis nach Ottawa durch, wo er sich in der Nähe des Parlamentsgebäudes der kanadischen Hauptstadt einquartierte. Langbein blieb unentdeckt, wahrscheinlich weil er niemals irgendwelche Spionageversuche unternahm, und stellte sich im Winter 1944 den kanadischen Behörden.

### In kanadischen Gewässern
Mitte Mai war Kapitänleutnant Karl Thurmann mit U 553 in den Sankt-Lorenz-Strom  eingedrungen und hatte dort zwei Schiffe versenkt. An diesen erfolgreichen Auftakt sollten drei weitere, in nordamerikanischen Gewässern eingesetzte Boote – unter anderem U 213 – anknüpfen. Während die Angriffe der anderen U-Boote erfolgreich verliefen und bis Ende Mai insgesamt acht Schiffe vor der kanadischen Ostküste versenkt werden konnten, sichtete U 213 keine feindlichen Schiffe. Ein am 26. Mai entdeckter Frachter konnte trotz mehrstündiger Verfolgungsjagd nicht versenkt werden.

### U-Bootgruppe Pfadfinder
Am 21. Mai stellte Dönitz die U-Bootgruppe Pfadfinder zusammen, zu der außer U 213 noch sieben weitere U-Boote gehörten, die sich zu diesem Zeitpunkt an der nordamerikanischen Küste befanden. Da die eingesetzten Boote, obwohl man Geleitzüge erwartet hatte, bisher nur Einzelfahrer sichten konnten, sollte U-Bootgruppe Pfadfinder erkunden, ob die Konvois Routen womöglich  nutzten, die sich weiter draußen auf See befanden. Die U-Bootgruppe Pfadfinder bestand bis Ende Mai, brachte aber keine Erkenntnisse – die alliierten Geleitzüge an der nordamerikanischem Ostküste blieben unauffindbar. Am 21. Juni lief U 213 wieder in Brest ein. Da die 60-tägige Unternehmung – außer der Landung des Agenten – keinerlei Erfolge erbracht hatte, erhielt Kommandant von Varendorff einen scharfen Verweis.

## Versenkung

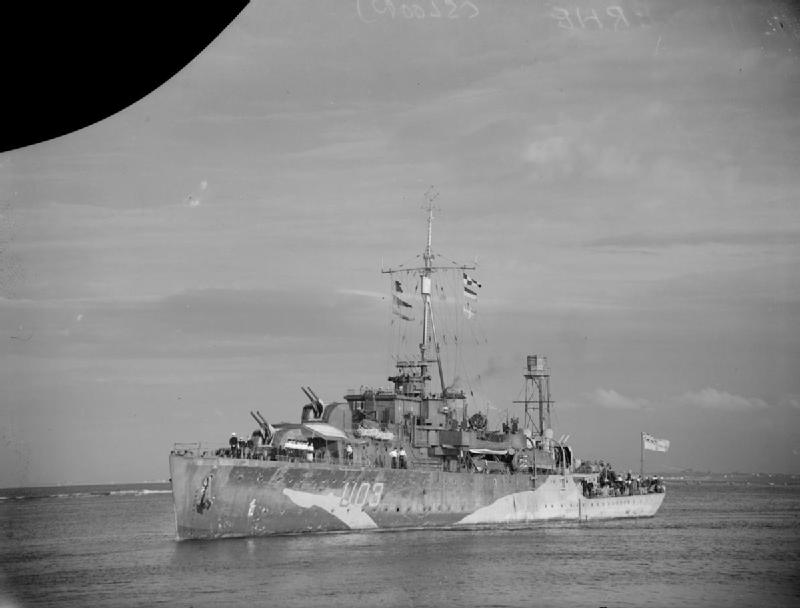
HMS Erne war an der Versenkung von U 213 beteiligt

Am 23. Juli 1942 lief Kommandant von Varendorff mit U 213 zu seiner letzten Unternehmung aus. Das Boot sollte, gemeinsam mit sechs weiteren Booten, vor der westafrikanischen Küste operieren und dabei von U-Boottankern, sogenannten „Milchkühen“ versorgt werden. Am 31. Juli entdeckte Kommandant von Varendorff den Geleitzug OS 35 und entschloss sich zum frontalen Angriff. U 213 wurde von drei britischen Sloops mit Huff-Duff aufgespürt, versenkt (Lage) und anhand auftreibender Trümmer und Leichenteile identifiziert.